# زيرو: اللعنة التي تصيب الفتيات فقط (فلم)
زيرو: اللعنة التي تصيب الفتيات فقط (باليابانية: 〜劇場版 零 〜ゼロ) هو فيلم ياباني من صنف الرعب، أنتج الفيلم سنة 2014م وسيعرض الفيلم بتاريخ 26 سبتمبر 2014م.

## الممثلون
- آيامي ناكاجو في دور آيا تسوكيموري.
- آيو موريكاوا في دور ميشي كازاتو.